# Luigi Tezza
Luigi Tezza, M.I. (1. listopadu 1841, Conegliano – 26. září 1923, Lima) byl italský římskokatolický kněz a řeholník řádu kamilliánů, zakladatel kongregace Dcer svatého Kamila. Od roku 1900 působil v Peru. Katolická církev jej uctívá jako blahoslaveného.

## Život
Narodil se dne 1. listopadu 1841 v Trevisu jako jediné dítě Augustina Tezzy a Catherine Nedwiedt. Po smrti svého otce v roce 1850 se on i jeho matka přestěhovali do Verony. Zde ve věku 15 let vstoupil jako postulant do řádu kamilliánů. Jeho matka se později stala jeptiškou.
Pod vedením otce Luigiho Artiniho, který byl jeho duchovním vůdcem, složil své první řeholní sliby dne 8. prosince 1858. Kněžské svěcení přijal dne 21. května 1864 z rukou veronského biskupa Luigiho Di Canossy. Poté působil v Římě jako novicmistr. Toužil se připojit k misím v Africe, ale to mu bylo odepřeno. Dne 10. srpna 1871 byl poslán do Francie, kde se podílel na zřizování domovů a center pro chudé a nemocné. Ve Francii také rozšířil řád, jehož byl členem. Roku 1880 byl v souvislosti s tehdejší persekucí církve z Francie pro svůj duchovní stav vyhoštěn. Navzdory tomu se v přestrojení vrátil zpět, aby pokračoval ve své práci s nemocnými.
V roce 1889 byl v Římě zvolen vikářem a generálním prokurátorem svého řádu. Dne 17. prosince 1891 se setkal se sv. Giuseppinou Vannini. S její pomocí založil dne 2. února 1892 ženskou řeholní kongregaci Dcer svatého Kamila a sám také sepsal její stanovy. Jím založená kongregace, která měla původně asi 50 členek, se rychle rozrůstala.
Dne 3. května 1900 se vydal na cestu do Peru; aby zde pomohl řešit krizi řádu kamilliánů, kterého byl členem. Do Peru dorazil červnu roku 1900 s otcem Angelem Ferronim a zůstal zde po zbytek svého života. Na území limské arcidiecéze se věnoval intenzivnímu apoštolátu mezi nemocnými i chudými v nemocnicích nebo věznicích. Pro tyto svoje aktivity bývá nazýván „apoštol z Limy“. Působil jako zpovědník a duchovní vůdce v různých řeholních kongregacích. Pomáhal také Terezii od Kříže s kongregací, kterou zakládala.
Zemřel Limě dne 26. září 1923. Jeho ostatky jsou uchovávány v sídle řádu kamilliánů v Římě.

## Úcta
Jeho beatifikační proces započal dne 15. ledna 1999, čímž obdržel obdržel titul služebník Boží. Dne 24. dubna 2001 jej papež sv. Jan Pavel II. podepsáním dekretu o jeho hrdinských ctnostech prohlásil za ctihodného. Dne 7. června 2001 byl uznán zázrak na jeho přímluvu, potřebný pro jeho blahořečení.
Blahořečen pak byl dne 4. listopadu 2001 na Svatopetrském náměstí papežem sv. Janem Pavlem II.
Jeho památka je připomínána 26. září. Bývá zobrazován v kněžském oděvu. Je patronem jím založené kongregace.